# Mellicta melathalia
Mellicta melathalia är en fjärilsart som beskrevs av Rocci 1930. Mellicta melathalia ingår i släktet Mellicta och familjen praktfjärilar. Inga underarter finns listade i Catalogue of Life.